# 西アフリカ諸国経済共同体監視団

2005年時点の西アフリカ諸国経済共同体監視団加盟国

西アフリカ諸国経済共同体監視団（にしアフリカしょこくけいざいきょうどうたいかんしだん、英語：Economic Community of West African States Monitoring Group、略称：ECOMOG）は、西アフリカ諸国経済共同体加盟国の分担によって確立された多国籍部隊。西アフリカ諸国経済共同体監視団は別々の加盟国軍が連携して運用することを正式に取り決めたものである。これにはナイジェリアの国軍と財源がバックボーンとしてあり、他の加盟国であるガーナ、ギニア、シエラレオネ、ガンビア、リベリア、マリ、ブルキナファソ、ニジェールおよびその他からは大隊級以下の部隊を提供している。
日本語訳では他に平和維持軍や停戦監視グループなどがある。

## 歴史
1981年5月29日、シエラレオネの首都フリータウンでナイジェリア、ガーナをはじめとする西アフリカ諸国経済共同体加盟国は相互防衛援助に関する議定書に同意した。他の機関、例えば防衛委員会及び会議は必要により共同体国軍連合（AAFC）の編成を準備する。
1990年、英語圏加盟国はリベリア内戦（1989年に勃発）に介入するため監視団の編成に着手した。ナイジェリアの学者アベケイェ・アベバジョ（Adekeye Adebajo）は「価値はあった・・・監視団の設立は西アフリカ共同体の構成法的要件の論争において」と2002年に記述している。1990年8月6日から7日までガンビアの首都バンジュールで開催された常設調停員会で、監視団本隊は「不確実な法的基盤の上に」編成されたとあった。アベバジョは監視団を編成するのに用いられた議論は、法により政治的にしっかりした根拠を持つように至ったと結論した。監視団は防衛議定書のガイドラインに沿っていないとされたが、主に人道的見地から正当化された。
アフリカ内において西アフリカ諸国経済共同体監視団は、1981年のアフリカ統一機構が組織化した「インター・アフリカ軍」でのチャド介入以来、地域安全保障イニシアチブの最初の有望な試みであった。
監視団編成をめぐって、いくつかのフランス語圏加盟国は展開に強く反対したので英語圏加盟国は行動に移った。ブルキナファソとコートジボワールの指導者は親族関係にあったウィリアム・R・トルバート大統領を打倒して政権を握ったサミュエル・ドウを追放するべく、チャールズ・テーラーを支援していた。通常、実施される典型的な国際連合のミッションと違い、西アフリカ経済共同体監視団の初展開は内戦状態にあったリベリアで、交戦中の軍閥に対し強制力を伴った兵力引き離しを目的とし、多面的な内戦状態にあって独自路線で戦うことが求められた。
初代司令官にはガーナ軍のアーノルド・クアイノー中将が任命され、以後は完全にナイジェリア軍士官が続いている。1990年9月9日にプリンス・ジョンソン率いるリベリア独立国民愛国戦線（en:Independent National Patriotic Front of Liberia）がECOMOG駐屯地を訪問したサミュエル・ドウを襲撃した際、クアイノー中将は抵抗することも無くドウをジョンソンに引き渡し、結果ドウは殺害された。その直後、クアイノー将軍は事件の顛末を監視団当局上部に諮問するため出頭、モンロビアを離れ、ジョシュア・ドゴンニョロ少将が司令官を引き継いだ。
英語圏のナイジェリアとガーナにはある程度の反対者がおりテーラーに注意喚起し、セネガル軍はアメリカ合衆国からある程度の資金援助を得て監視団に引き込まれる。しかし、セネガル軍の展開は短期間に終わっている。テーラー軍と大きな対立後、1992年5月28日にロファ郡ヴァフン地区でリベリア国民愛国戦線支援者がセネガル軍車両を取り囲みジープと武器の引渡しを要求し、6人が死亡する事件が起きた。この事件を契機に、セネガル軍の将兵1,500人全てが1993年1月半ばまでに撤退する。
西アフリカ諸国経済共同体監視団の任務全体に見られた展開部隊の腐敗と組織化された略奪は、リベリア国民のあいだで監視団の略称 ECOMOG をもじって「あるだけの車と家具を持ち去る（Every Car or Movable Object Gone）」と揶揄された。スティーブン・エリスのあるレポートでは最も酷い事例として、ブキャナン・コンパウンドが監視団の統制下にある間、ブキャナンの鉄鉱石加工機械を前方に送り込み操業させていた。
アメリカ合衆国国務省は米国企業パシフィックアーキテックス・アンド・エンジニアーズ社（Pacific Architects & Engineers）を通じてある程度の後方支援を提供する。この内容は主にトラックと運転手であった。また、1997年2月から3月にかけて合衆国空軍のC-130戦術輸送機5機も安定化作戦の空輸任務に投入され、アフリカ諸国の部隊や物資の輸送に従事した。
1997年7月19日のリベリア大統領選挙でチャールズ・テーラーが選出された後、最後の野戦司令官ティモシー・シェルピディ少将は1998年内に部隊を完全に撤収させた。
西アフリカ経済共同体はこれ以外の事態にも監視団部隊を展開した。
- 1997年にシエラレオネ、シエラレオネ内戦で革命統一戦線（RUF）に対する停戦監視。
- 1999年にギニアビサウ、ギニアビサウ内戦の終結。

1999年には「紛争予防・管理・解決・平和維持・安全保障メカニズム」議定書の採択により、待機部隊（軍隊、準軍事組織、文民を含む）としての法的立場を確立し、国際社会からの支援も受け、関連活動を活発化させる
2001年に西アフリカ経済共同体は、1998年に成立した新政権に反対するゲリラ戦士の侵入を阻止すべくギニア＝リベリア間の国境に1,700人の部隊を展開する計画をたてた。しかし、テーラーの新政権と新たに登場したリベリア民主和解連合（LURD）による反抗の動きに加え、資金力の不足もあって実際に部隊は展開されなかった。
2003年、西アフリカ経済共同体はアメリカ合衆国の圧力の下で、第二次リベリア内戦の間も平和回復の努力を進めていたが、反乱軍によるモンロビア占領を停止させるため西アフリカ経済共同体リベリアミッション（en:ECOMIL、ECOWAS mission in Liberia）という類似した名称の任務を開始した。いずれにせよ、これは暫定的な部隊派遣であるとみなされ、その後は国際連合主導による国際連合リベリア・ミッションが迅速に継続・展開された。
2013年1月、マリ共和国の情勢悪化に伴い、主に加盟国軍で編成されるアフリカ主導マリ国際支援ミッションが発動する。これは、当初の予定では2013年9月に開始されるはずであったが、反政府勢力によりマリ中部の要衝コンナが陥落したことから、計画が前倒しされる。

## 歴代司令官
| 氏名                                                                 | 階級 | 展開先国     | 期間            |
| -------------------------------------------------------------------- | ---- | ------------ | --------------- |
| アーノルド・クアイノー Arnold Quainoo                                | 将軍 | リベリア     | 1990年          |
| ジョシュア・ドゴンニョロ Joshua Dogonyaro                            | 少将 | リベリア     | 1991年          |
| アデトゥンジ・イドワ・オーリン Adetunji Idowu Olurin                 | 准将 |              | 1992年 - 1993年 |
| ヴィクター・マル Victor Malu                                         | 少将 | リベリア     | 1993年          |
| チャイカディビア・アイザック・オビアコル en:Chikadibia Isaac Obiakor | 中将 |              | 1996年 - 1997年 |
| ルーファス・クポラティ Rufus kupolati                                | 大将 | リベリア     | 1998年          |
| ティモシー・シェルピディ Timothy Shelpidi                            | 少将 | ギニアビサウ | 1997年          |
| アブドゥル・ワン・ムハンマド en:Abdul One Mohammed                   | 准将 | リベリア     | 1998年          |
| G. クワベ G. Kwabe                                                   | 准将 | リベリア     | 1998年          |
| アブドゥル・ワン・ムハンマド Abdul One Mohammed                      | 准将 | シエラレオネ | 1998年          |
| フェリクス・ムジャクペルオ Felix Mujakperuo                          | 少将 | シエラレオネ | 1999年          |
| マクスウェル・コーベ Maxwell Khobe                                   | 大将 | シエラレオネ | 1999年          |
| アブ・アフマド Abu Ahmadu                                            | 准将 | シエラレオネ | 2000年          |
| ガブリエル・クパンバー Gabriel Kpamber                               | 少将 | シエラレオネ | 2000年          |